# 印度空间科学技术研究所
印度空间科学技术研究所（英語：Indian Institute of Space Science and Technology，IIST），是一家由印度政府资助的研究所，在印度被分类为等同大学。

## 简介
该研究所位于印度喀拉拉邦特里凡得琅的内杜芒格阿德。研究所提供空间科学、技术与应用为主的本科（B.Tech）、硕士(M.Tech)和博士课程，此外也是一座研究中心。2007年由印度空间部下属的印度空间研究组织（ISRO）创办，首任校監为印度前总统、印度“导弹之父”阿卜杜尔·卡拉姆。
2020年，在印度教育部发布的印度国家院校排名框架(NIRF) 工程类别中排名第33。